# John Wayne Srhoj
John Wayne Srhoj (n. 23 martie 1982,  Australia) este un jucător de fotbal, în prezent legitimat la echipa Mareeba Bulls.
În 2007–2008 a jucat la Politehnica Timișoara, unde a venit în de la echipa FC Național.